# NGC 4301
NGC 4301 је спирална галаксија у сазвежђу Девица која се налази на NGC листи објеката дубоког неба.
Деклинација објекта је + 4° 33' 57" а ректасцензија 12h 22m 27,2s. Привидна величина (магнитуда) објекта NGC 4301 износи 12,9 а фотографска магнитуда 13,6. NGC 4301 је још познат и под ознакама NGC 4303A, UGC 7439, MCG 1-32-27, IRAS 12198+0450, CGCG 42-53, VCC 552, PGC 40087.